# Bozwe
Bozwe (perski: بزوه) – wieś w Iranie, w ostanie Azerbejdżan Zachodni. W 2006 roku liczyła 353 mieszkańców w 103 rodzinach.